# 胡子髠
胡子髡（?—前519年），春秋时期胡国国君，子爵，姓歸，名髡。鲁昭公二十三年（前519年）秋七月戊辰，吴国在鸡父大败楚国的属国顿国、胡国、沈国、蔡国、陈国、许国六国联军。在战前，吴公子光评价胡国国君胡子髡、沈国国君沈子逞幼而狂，胡子髡和沈子逞被吴军俘虏。
| 前任： ' | 胡国国君 —前519年 | 繼任： 胡子豹 |